# Cochlidium pumilum
Cochlidium pumilum är en stensöteväxtart som beskrevs av George Edward Massee och Carl Frederik Albert Christensen. Cochlidium pumilum ingår i släktet Cochlidium och familjen Polypodiaceae. Inga underarter finns listade.